# Бокс на летних Олимпийских играх 1936
Соревнования по боксу на летних Олимпийских играх 1936 года прошли с 10 по 15 августа в Берлине. Были разыграны 8 комплектов наград — 8 весовых категорий. В одной весовой категории от одной страны мог выступать только один спортсмен. В соревнованиях приняли участие 179 бойцов из 31 страны мира. Начиная с этих Игр боксёров стали взвешивать перед каждым матчем, тогда как раньше взвешивание проходило лишь один раз перед началом турнира.

## Результаты

### Медалисты
| Категория     | Золото                    | Серебро                   | Бронза                        |
| До 50,8 кг    | Вилли Кайзер Германия     | Гавино Матта Италия       | Луис Лори США                 |
| До 53,5 кг    | Ульдерико Серго Италия    | Джек Уилсон США           | Фидель Ортис Мексика          |
| До 57,2 кг    | Оскар Касановас Аргентина | Чарльз Каттеролл ЮАС      | Йозеф Минер Германия          |
| До 61,2 кг    | Имре Харанги Венгрия      | Николай Степулов Эстония  | Эрик Огрен Швеция             |
| До 66,7 кг    | Стен Сувио Финляндия      | Михаэль Мурах Германия    | Герхард Педерсен Дания        |
| До 72,6 кг    | Жан Деспо Франция         | Генри Тиллер Норвегия     | Рауль Вильяреаль Аргентина    |
| До 79,4 кг    | Роже Мишело Франция       | Рихард Фогт Германия      | Франсиско Рисильоне Аргентина |
| Свыше 79,4 кг | Херберт Рунге Германия    | Гильермо Ловель Аргентина | Эрлинг Нильсен Норвегия       |